# 後藤祐太
後藤 祐太（ごとう ゆうた、1984年11月22日 - ）は、熊本県熊本市出身のTKUテレビ熊本のアナウンサー。さそり座。
氏名の正式な表記は後藤 祐太で、テレビ熊本の公式ホームページではこちらの表記が用いられている。

## 略歴・人物
1984年11月22日、熊本県熊本市に生まれる。熊本学園大学付属高等学校、熊本大学卒業後、中原理菜等とともに、2007年テレビ熊本に入社。
入社以来、定時ニュースやニュースの取材などを担当していたが、2008年4月から自社制作の若者向け情報番組「若っ人ランド」の番組メンバーに加わり、2009年3月までの1年間、さらに2010年4月から2012年3月までの2年間にわたって、番組の進行役を務め、アナウンサーになって、初めてレギュラー番組を受け持つことになった。
2012年4月2日からは、平日夕方放送の夕方ワイド番組TKUスーパーニュースぴゅあピュア第1部（17時台）のメインキャスターを、2012年3月いっぱいで番組を降板した荒木恒竹の後任として、2013年3月22日放送の最終回までの1年に亘りつとめた。
2015年4月からは「若っ人ランド」の進行役に加入。同番組で自身3度目のMC入りとなった。
2020年3月、同番組からの「卒業」を発表。

## 人物・エピソード
- 大学では教育学部に学び、生涯スポーツ福祉科で、主に体育を専攻していた。
- 趣味は剣道で、小学校1年の時に剣道を始め、大学時代には3年、4年と団体戦で全国大会出場。1年からレギュラーとなり3年までは主に先鋒として活躍、3年時には熊本県で個人チャンピオンに輝く。4年時にはキャプテンに抜擢され、大将として活躍し、チームを全国大会に導く。4年時には熊本県段別選手権に出場し、四段の部で3位の成績をおさめた。2010年冬、「若っ人ランド」の番組企画で、同じくMCをつとめていた緒方由美[2]と共に昇段審査を受験。後藤自身は五段で一発合格を果たす。

## 担当番組
- TKUニュース
- TKU Live News(くまもとの旬 等)
- スポーツ中継実況

## 過去の担当番組
- 若っ人ランド(MC)
- TKUスーパーニュースぴゅあピュア（第1部メインキャスター、2012年4月 - 2013年3月）
- TKUスーパーニュース（土・日）
- 若っ人ランド（2008年4月 - 2009年3月、2010年4月 - 2012年3月、2015年4月 - 2020年3月）
- FNNスピーク（2013年9月23日 - 27日、野島卓アナの代行。）